# Medaille für langjährige Pflichterfüllung zur Stärkung der Landesverteidigung der Deutschen Demokratischen Republik
Die Medaille für langjährige Pflichterfüllung zur Stärkung der Landesverteidigung der Deutschen Demokratischen Republik war eine staatliche Auszeichnung  der Deutschen Demokratischen Republik (DDR), welche in Form einer tragbaren Medaille verliehen wurde.

## Geschichte
Die Medaille wurde am 8. August 1974 in vier Stufen (Bronze, Silber, Gold, Sonderstufe in Gold) gestiftet. Die Verleihung erfolgte nach einer bestimmten zurückgelegten Anzahl von Dienstjahren. Im Einzelnen hieß das:
- für 40-jährige Dienstzeit: Sonderstufe in Gold (Männer)
- für 35-jährige Dienstzeit: Sonderstufe in Gold (Frauen)
- für 30-jährige Dienstzeit: in Gold
- für 20-jährige Dienstzeit: in Silber
- für 10-jährige Dienstzeit: in Bronze.

Ihre Verleihung erfolgte an Werktätige für langjährige Pflichterfüllung sowie vorbildliche Leistungen in Volkseigenen Betrieben und Einrichtungen, die speziell mit der Produktion von Gütern beschäftigt waren, die der Landesverteidigung zugutekamen. Ferner auch für die Erfüllung der militärischen Liefer- und Leistungsaufgaben sowie gesellschaftlicher Verpflichtungen.

## Aussehen und Tragweise
Die bronzene, versilberte oder vergoldete Medaille mit einem Durchmesser von 34,5 mm zeigt auf ihrem Avers mittig ein Quadrat, das aus senkrecht erhaben geprägten Streifen besteht, die wiederum von drei glatten Symbolen unterbrochen werden. Links ist eine Ähre zu sehen, mittig eine AK-47 und rechts außen ein Hammer. Umschlossen wird diese Symbolik von der Umschrift: FÜR LANGJÄHRIGE PFLICHTERFÜLLUNG, die etwa 3/4 des Kreisumganges ausmachen. Der Rest wird links und rechts von je einem kleinen fünfstrahligen Stern unterbrochen, die mittig mit den Buchstaben DDR den Kreis vollenden. Das Revers der Medaille zeigt dagegen mittig das Wappen der NVA, dem Staatswappen mit der Umschrift: FÜR DEN SCHUTZ (oben) DER ARBEITER UND BAUERN-MACHT (unten). Umschlossen wird das ganze von zwei unten gekreuzten, nach oben hin offenen gebogenen Lorbeerzweigen. Getragen wurde die Medaille an einem 25 × 14 mm großen graublauem Band, dessen Saum beidseitig von einem 2,5 mm breiten schwarz-rot-goldenen senkrechten Streifen gebildet ist, wobei die Farbe Schwarz stets außen steht. Für die Verleihung der Bronzestufe blieb das Band leer, bei der Silberstufe war zusätzlich mittig ein 2 mm breiter silberweißer Mittelstreifen eingewebt, der für die Goldstufe goldgelb war. Für die verliehene Sonderstufe in Gold waren zwei 2 mm breite goldene Mittelstreifen eingewebt worden, um eine optische Unterscheidung zur Goldstufe zu erreichen. Getragen wurden alle Stufen an der linken oberen Brustseite jeweils in der höchsten verliehenen Stufe.

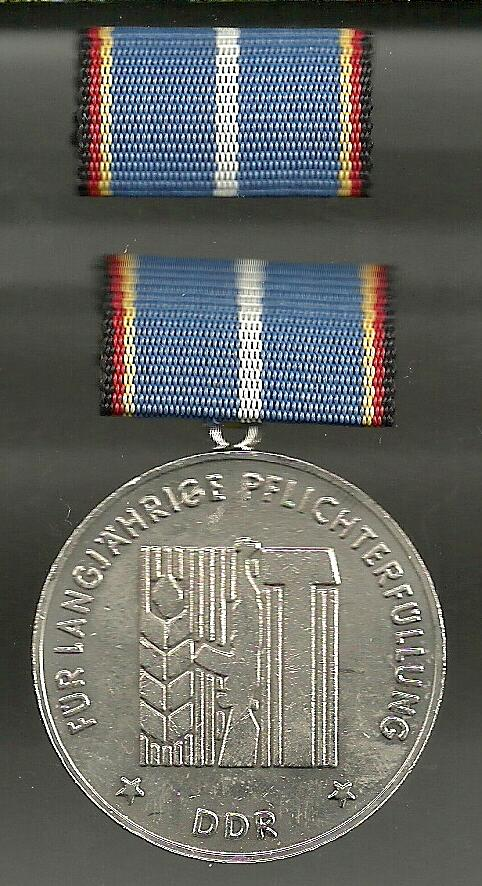
Treuemedaille Landesverteidigung in Silber
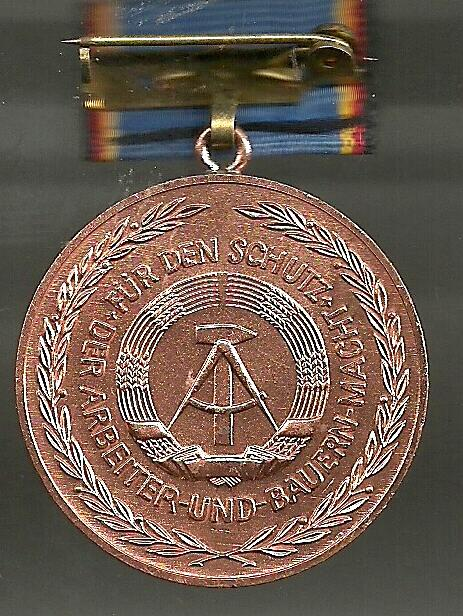
Revers der Treuemedaille Landesverteidigung in Bronze